# Diário de Notícias (Madère)

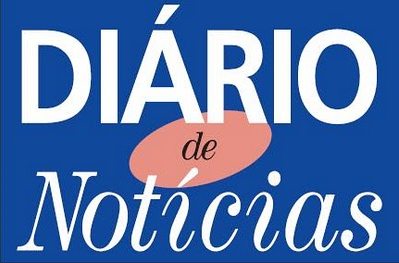
Ancien logo DN

Diário de Notícias, aussi appelé Diário de Notícias da Madeira en portugais, est un journal madérien centenaire, basé à Funchal, avec un tirage moyen, en janvier 2016, de 10 854 exemplaires. C'est également le journal régional portugais avec la plus grande expansion et diffusion. Il compte environ 5 600 abonnés.

## Histoire
Le journal est fondé le 12 octobre 1876 par le chanoine Alfredo César de Oliveira.
Le 5 octobre 1911, lors de l'inauguration du réseau téléphonique de Funchal, une première communication téléphonique fut établie entre le siège du Diário de Notícias et la gare centrale, où se trouvait Manuel Augusto Martins, à l'époque gouverneur du district de Funchal.
Depuis 2005, le journal appartient au groupe Controlinveste (aujourd'hui Global Media Group).
En 2010, Diário de Notícias da Madeira a reçu le titre de « Journal européen de l'année », dans la catégorie journal local, une distinction sans précédent dans l'histoire du journalisme à Madère.